# 食後酒
食後酒（しょくごしゅ）とは、食事の後に余韻を楽しむために飲むアルコール飲料の総称。ディジェスティフ（仏: digestif）とも言う。
種類は特に決められていないが、ブランデー（イタリアでは特にグラッパなど）、ウィスキーなど、アルコール度数が強く香りがよいものや、甘めのカクテルなどが好まれる。フランス料理ではアイスワインや貴腐ワイン等の甘口ワインが用いられることが多い。
アルコールの経口摂取は胃酸分泌を促進する働きがある。